# Bogue Banks
Bogue Banks est une île américaine de l'océan Atlantique Nord. Partie des Outer Banks, cette île barrière relève du comté de Carteret, en Caroline du Nord. Elle accueille plusieurs localités, parmi lesquelles Atlantic Beach, Emerald Isle, Indian Beach et Pine Knoll Shores. Elle abrite également le parc d'État de Fort Macon.